# Якобус Ауд
Якобус Ауд (нід. Jacobus Oud, через оригінальне написання зустрічається транскрипція прізвища Ауд: повне ім'я — Якобус Йоганнес Пітер Ауд / нід. Jacobus Johannes Pieter Oud; 9 лютого 1890, Пюрмеренд, Північна Голландія, Нідерланди — 5 квітня 1963, Вассенар, Південна Голландія, Нідерланди) — нідерландський архітектор і теоретик архітектури, один з головних зачинателів і представників функціоналізму в архітектурі.

## Біографія
Якобус Ауд народився 9 лютого 1890 року в селі Пюрмеренді (Північна Голландія, Нідерланди) у родині торговця тютюном і вином.
Якобус Ауд навчався на архітектурних факультетах Делфтського та Амстердамського університетів у Петрюса Кейперса та Теодора Фішера в Мюнхені. 
У 1914 році молодий архітектор переїхав до Лейдена, де познайомився з Тео ван Дусбургом.
У 1917—21 роках Якобус Ауд був учасником арт-групи «Стиль» (De Stijl), співпрацював з ван Дуйсбургом у його художньому часописі «De Stijl», публікуючи в ньому статті з проблематики сучасної архітектури (у 1917—1920 роках).
У період 1918—33 років Якобус Ауд займав посаду міського архітектора Роттердама. Квартали спроектованих будівничим у цьому місті споруд та їхнє оточення принесли авторові міжнародну популярність і широке визнання, зробили одним з провідних архітекторів так званого «інтернаціонального стилю».
У 1954 році Якобусу Ауду було присвоєно звання почесного доктора архітектури в Технічному університеті в Делфті.
Брат Я. Ауда — Пітер Ауд наприкінці 1930-их — у 40-их роках був мером Роттердама.
Помер Якобус Ауд 5 квітня 1963 року в селі Вассенарі (Південна Голландія, Нідерланди).

## Вибрані споруди
- Роттердам: квартал «Хок ван Голланд», 1924—27;
- Роттердам: ресторан «Де Уніє», 1925;
- Роттердам: комплекс «Кіфхок», 1929;
- Роттердам: будівля Спарбанку (Spaarbank), 1942—57;
- Гаага: штаб-квартира Royal Dutch Shell, 1938—48;
- Гаага: Будинок Конгресів, 1956—63;
- Амстердам: Національний монумент на центральній площі міста Дам, 1949;
- Штутгарт (Німеччина): квартал «Вайсенгоф», 1927.

## Галерея споруд

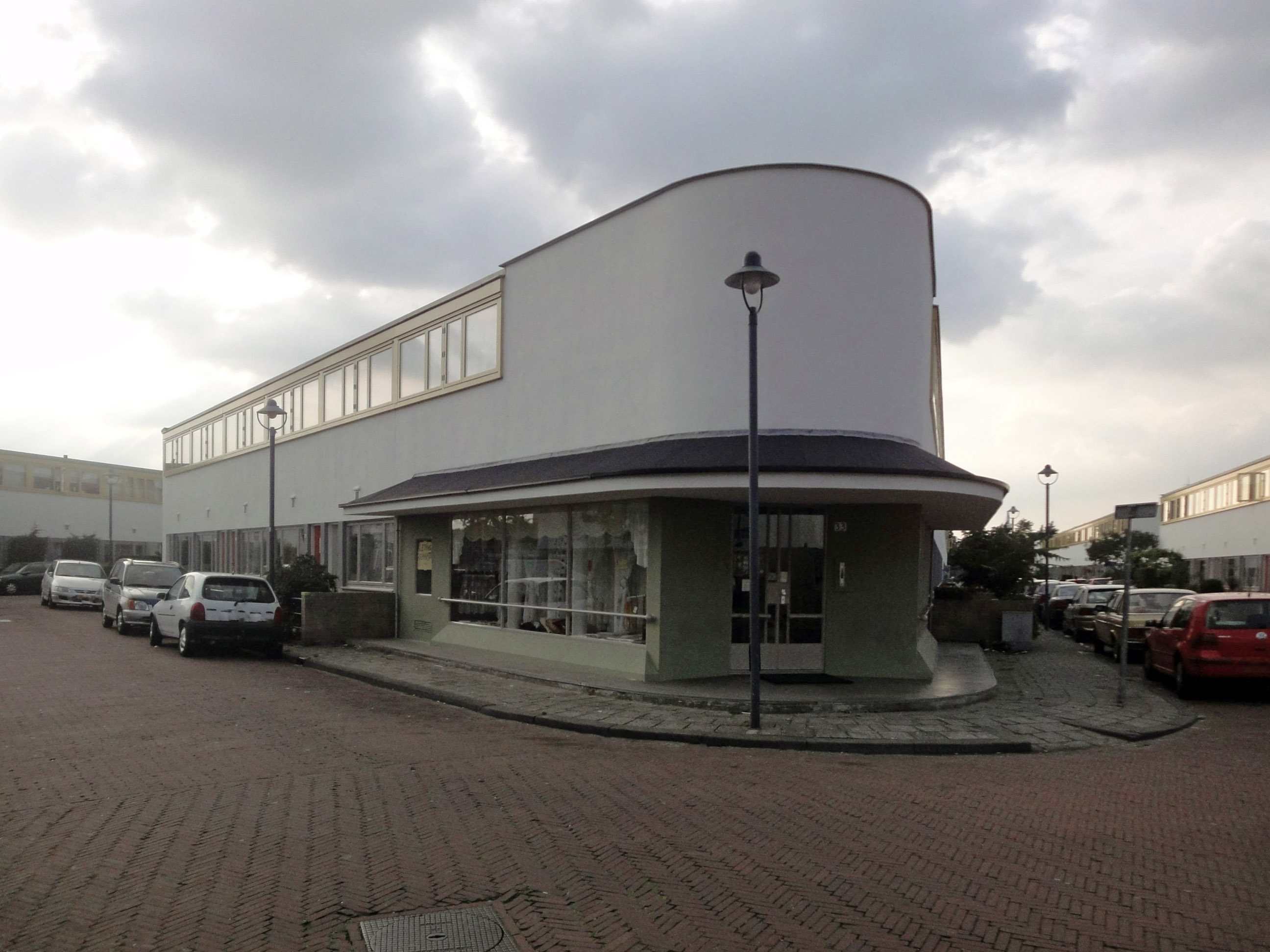
комплекс «Кіфхок», Роттердам
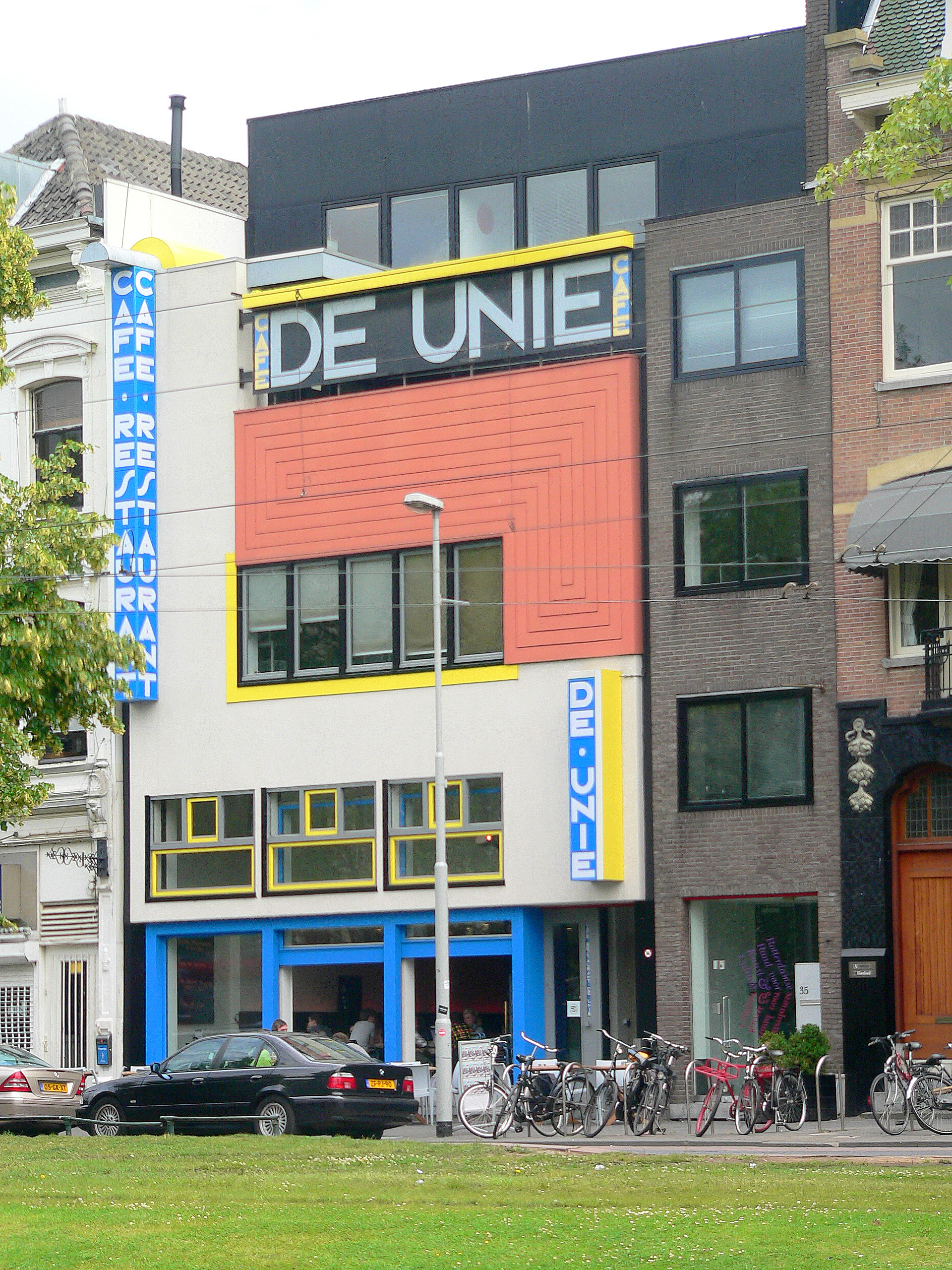
ресторан «Де Уніє», Роттердам
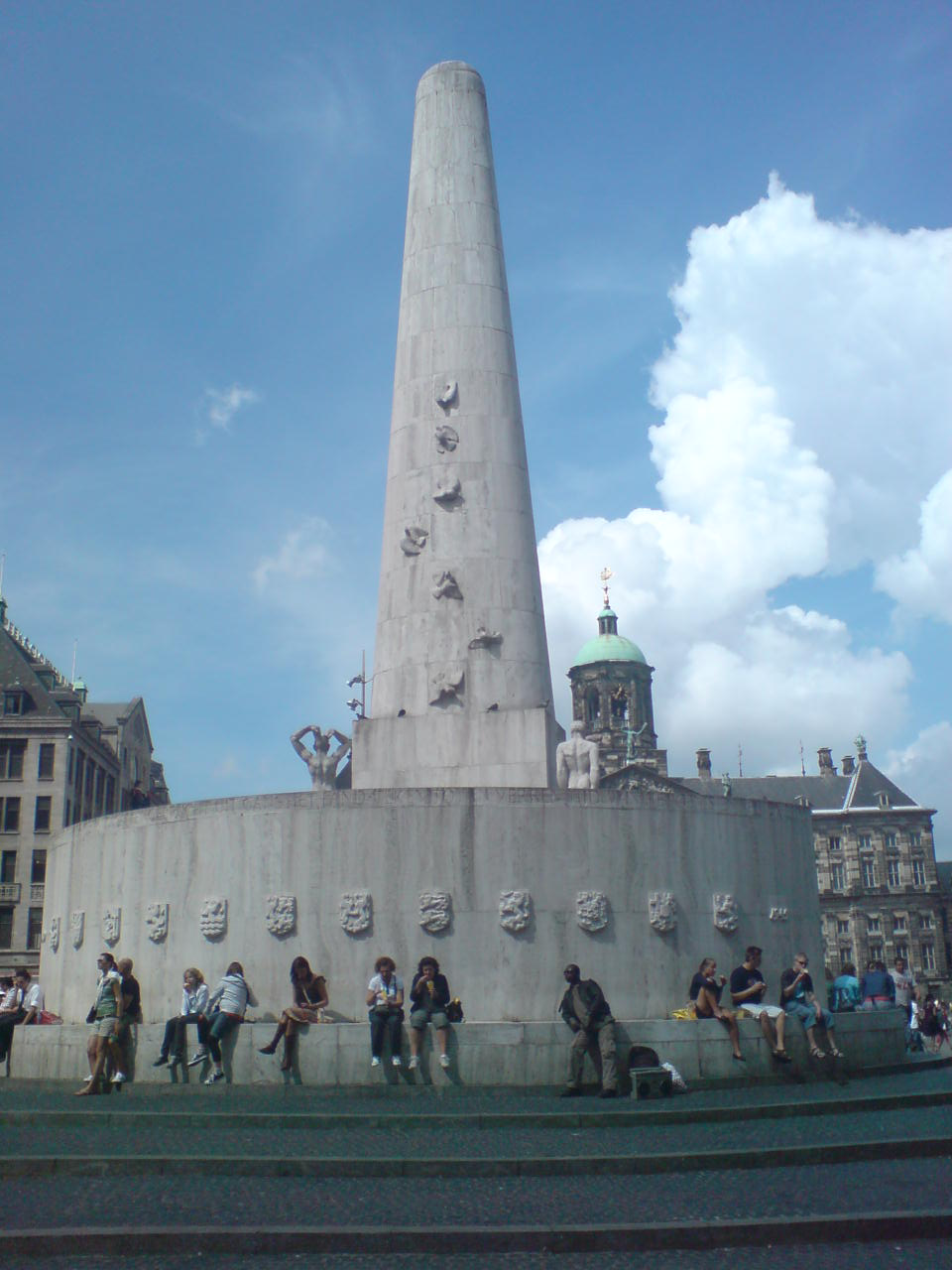
Національний монумент, Амстердам
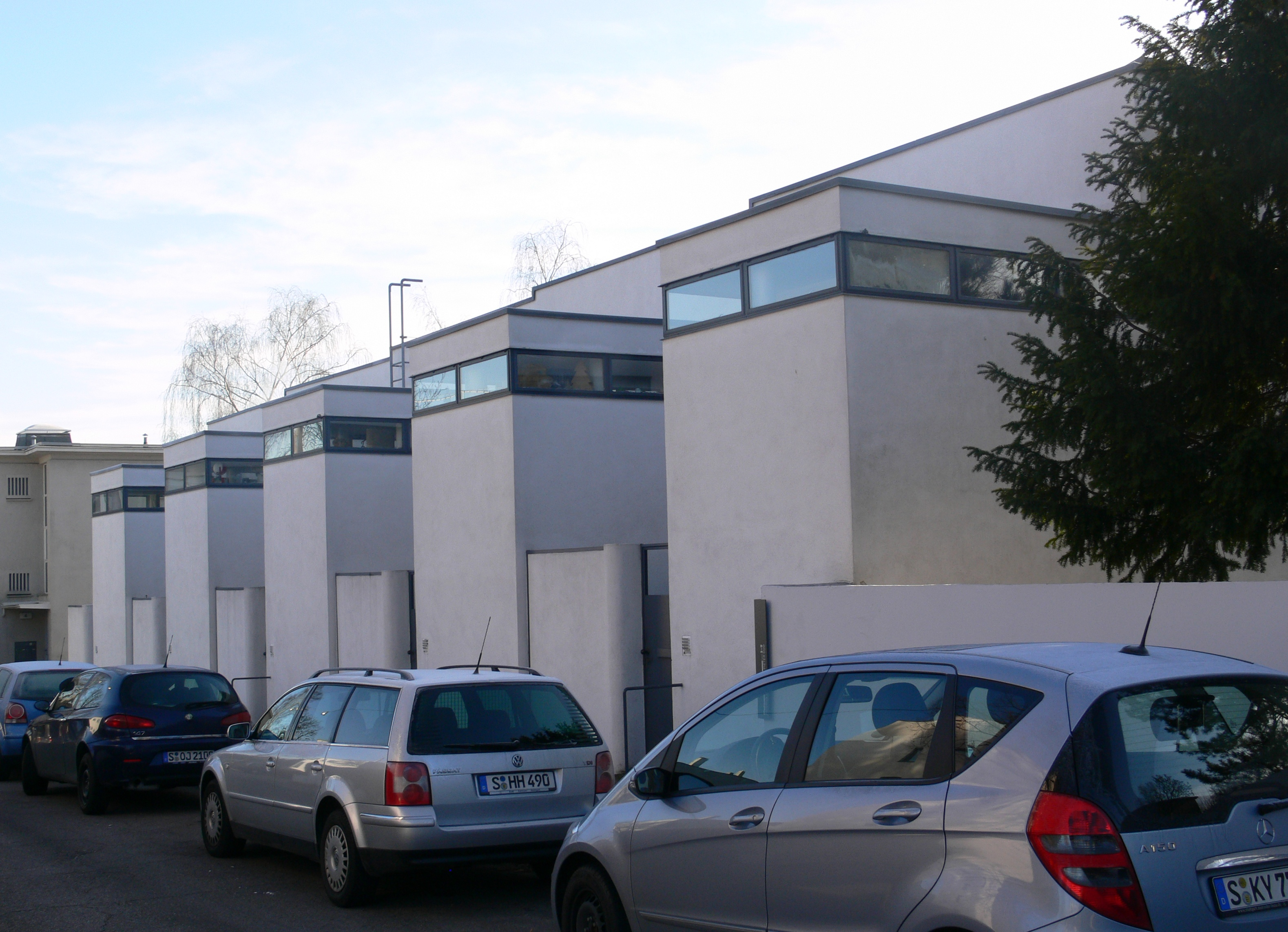
квартал «Вайсенгоф», Штуттгарт